# Réserve naturelle nationale François Le Bail
La réserve naturelle nationale François Le Bail (RNN63) est une réserve naturelle nationale située en Bretagne sur la commune de Groix dans le département du Morbihan. Créée en 1982 et constituée de deux secteurs aux extrémités sud-est et nord-ouest de l'île de Groix, elle occupe 98 hectares et protège d'une part des minéraux et des roches remarquables de l'île, d'autre part des colonies d'oiseaux marins nicheurs.
La réserve naturelle porte le nom de François Le Bail (1903-1979), géologue breton ayant contribué à la connaissance du patrimoine géologique du site.

## Localisation

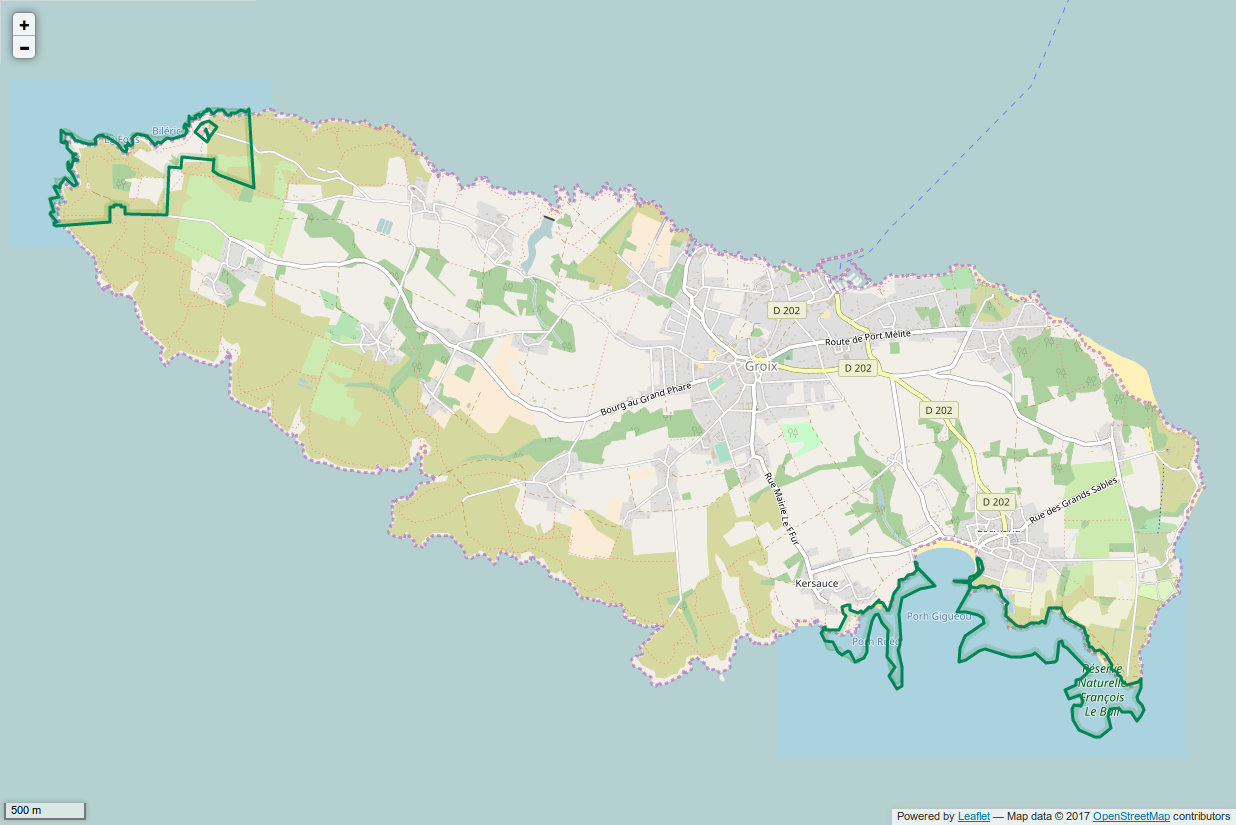
Périmètre de la réserve sur l'île de Groix.

La réserve naturelle se situe sur l'île de Groix dans le département du Morbihan. Elle est divisée en deux parties distinctes. L'une au sud-est de l'île, secteur Pointe des Chats, les Saisies : minéralogie et géologie. L'autre au nord-ouest de l'île, secteur Bilhéric, Er Fons, Inévéli : landes à Éricacées et colonies d'oiseaux marins.
Le territoire de la réserve naturelle s’étend sur 98,2 hectares : 47,5 ha terrestres et 50,7 ha d'estran.

## Histoire du site et de la réserve

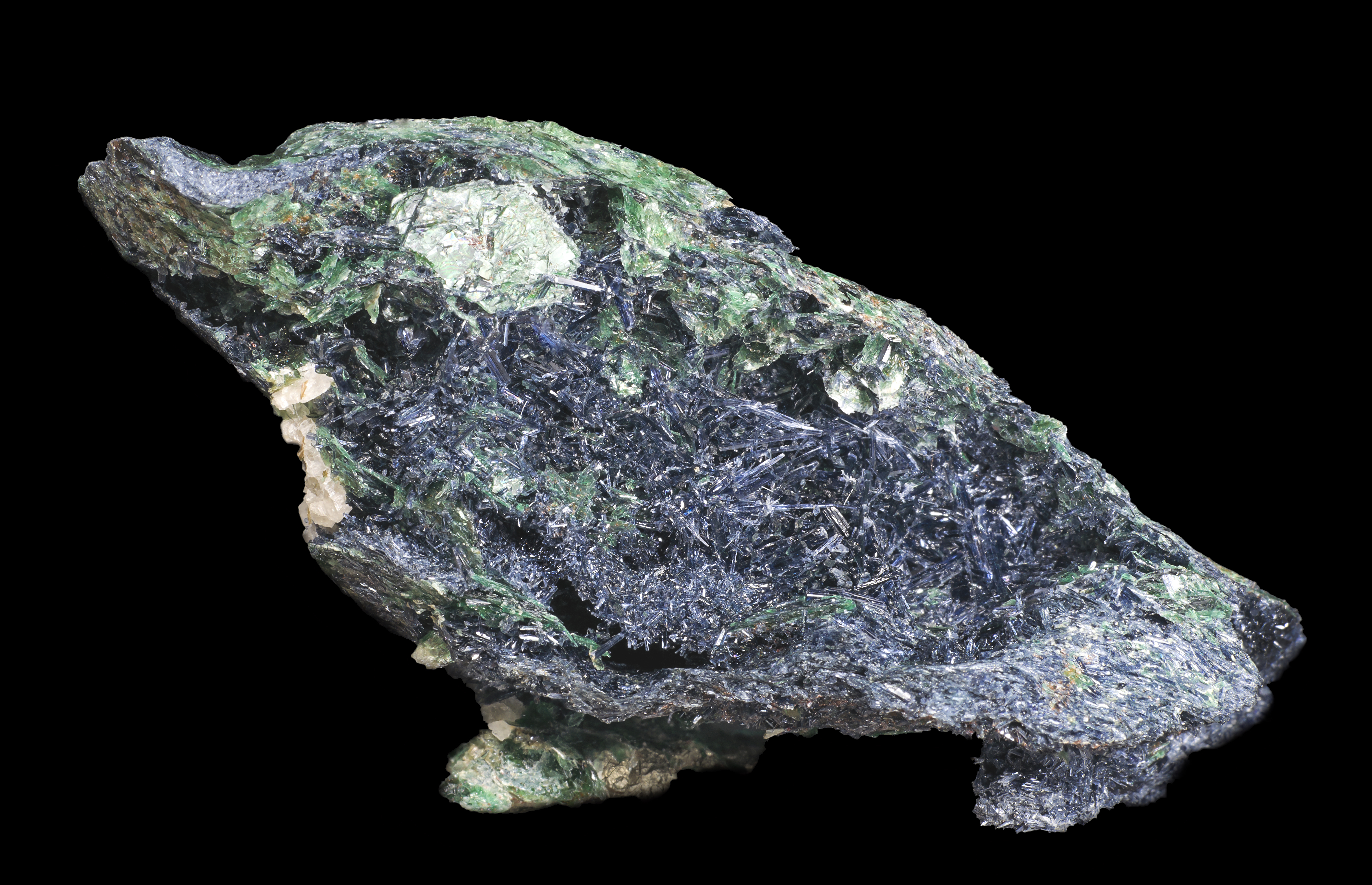
Glaucophane bleu.

À la fin du XIXe siècle, les travaux de Charles Barrois et du comte de Limur signalent en 1883 la présence de minéraux tels que la glaucophane et le chloritoïde. Au début du XXe siècle paraît la « Minéralogie de la France » d'Alfred Lacroix, professeur au Muséum d'histoire naturelle de Paris, ouvrage qui devait consacrer la célébrité de Groix dans le monde des minéralogistes, qu'ils soient professionnels ou amateurs. La recherche ne progresse significativement qu'avec le développement dans les années 1950-1960 de techniques de synthèse des minéraux qui permettent de montrer que les roches de Groix ont cristallisé à haute pression (quelques milliers de bar à plusieurs dizaines de milliers de bar) et basse température (400-500 °C). La découverte de la tectonique des plaques à la fin des années 1970 a permis de comprendre que les schistes bleus sont les témoins d'anciennes zones de subduction,.

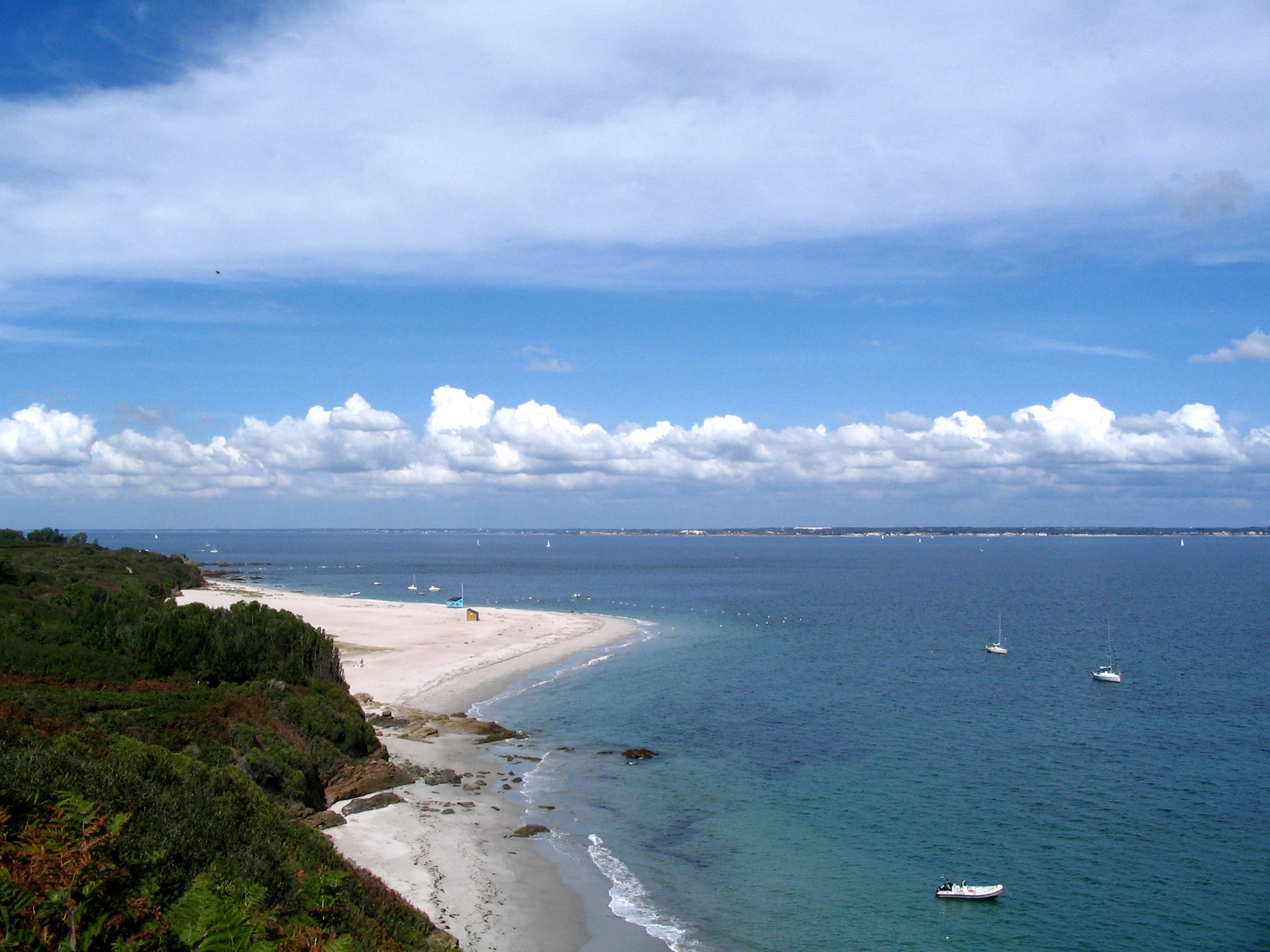
Plage convexe des Sables blancs.

Il devenait urgent de protéger roches et minéraux de Groix, pour « le plaisir des yeux » de chacun, mais aussi vis-à-vis des collectionneurs, qu'ils soient amateurs ou professionnels, et enfin gage du maintien de matériaux pour des recherches ultérieures. À ceci s'ajoute, comme pour d'autres îles bretonnes, la nécessité de protéger les sites de nidification des oiseaux marins sur les falaises littorales. Dès la fin des années 1970, les ornithologues avaient perçu l'intérêt du secteur Pen Men - Beg Melen, au nord-ouest de Groix. Dans ce même secteur, les landes littorales, en particulier celles à Bruyère vagabonde, faisaient partie des quelques stations du littoral armoricain où cette espèce prospérait, en limite septentrionale de son aire de répartition. En 1978, le Ministre de l'Environnement Michel d'Ornano fixe l'objectif de 100 réserves naturelles en France. À partir de 1979, la SEPNB, et notamment son militant Max Jonin, imagine le projet d'une réserve naturelle géologique sur l'île qui est créée par décret du 23 décembre 1982. Max Jonin, conservateur de la réserve de 1982 à 2002, met en place des visites et des animations pour une meilleure compréhension de l’histoire géologique de l'île. En 1992 est inaugurée la Maison de la Réserve dans le bourg de Groix.

## Écologie (Biodiversité, intérêt écopaysager…)
Depuis son origine en 1982, la réserve naturelle a trois objectifs principaux. Le premier objectif est la protection des minéraux et des roches dans les secteurs de l'île où leur diversité est maximale et leur beauté remarquable, faisant de ces minéraux une cible potentielle pour les collectionneurs. Dans un sens plus large, il s'agissait de protéger un site géologique exceptionnel.
Le deuxième objectif est la protection des colonies d'oiseaux marins nicheurs dans le secteur Pen Men - Beg Melen. Dès avant la création de la réserve naturelle, ces colonies faisaient l'objet d'un suivi régulier par la SEPNB de Lorient. Le personnel de la réserve naturelle poursuit ce suivi.
Le troisième objectif est la gestion aux fins de conservation des pelouses aérohalines et des landes à bruyère vagabonde (Erica vagans) et à bruyère cendrée (Erica cinerea).

### Géologie

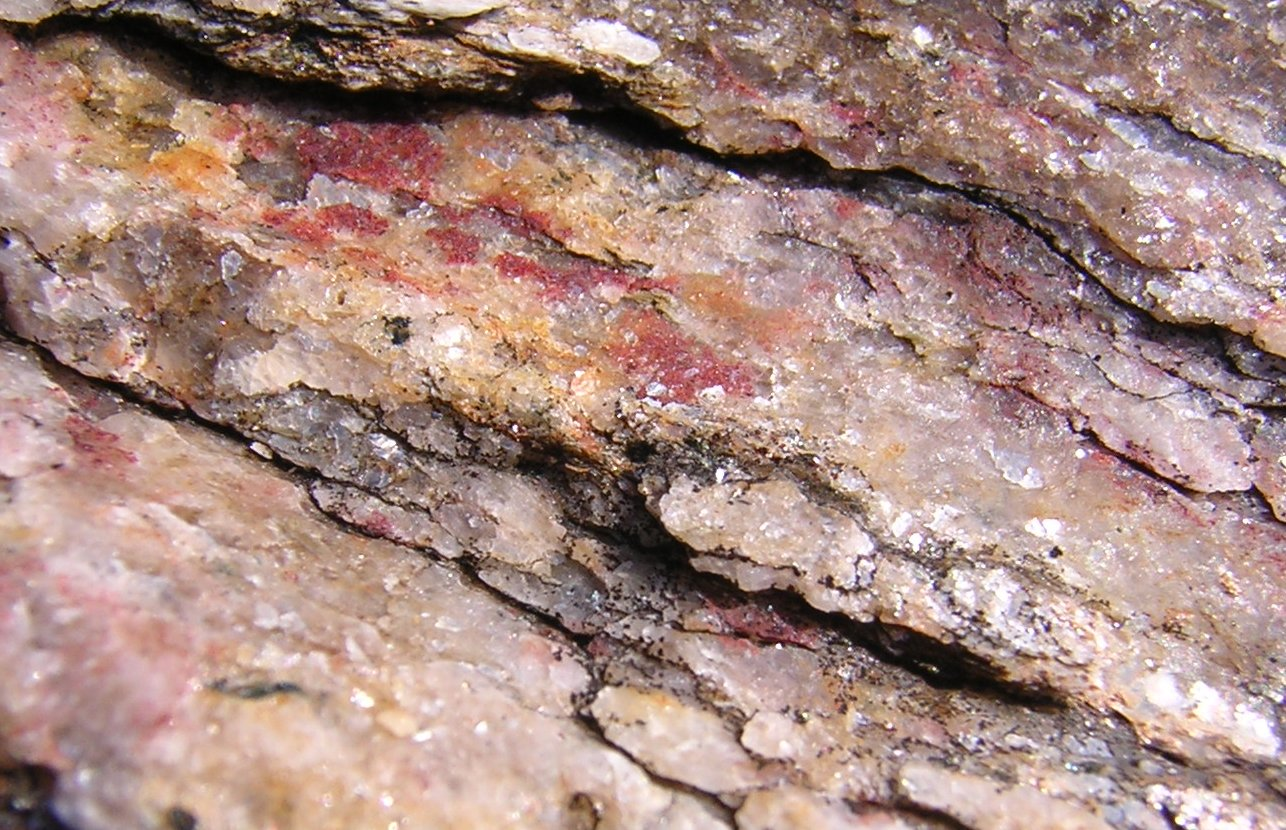
Micaschiste à grenat.

La réserve naturelle a été créée pour préserver un témoin exceptionnel de l'histoire géologique de la Bretagne, bien exposé dans les côtes rocheuses de l'île à travers des structures géologiques remarquables et une grande diversité de minéraux : glaucophane bleu, épidote jaune, grenat rouge qui colore le sable du haut de certaines plages.
Les roches et minéraux de Groix présentent un grand intérêt. Outre leur grande variété (environ 60 espèces recensées), ce sont les témoins d'une zone de subduction ayant accompagné la formation de la chaîne hercynienne. Dans cette dernière, qui s'étendait des Appalaches (USA) à la Bohême, et de la Belgique au Maroc, les schistes bleus sont fort rares, la localité la plus spectaculaire étant sans conteste l'île de Groix.
Les minéraux remarquables constituent des roches métamorphiques, des micaschistes à 80 % et des schistes verts et bleus à 20 % ; 20 minéraux différents sont répertoriés sur la réserve

### Flore
On recense les types d'habitats suivants :

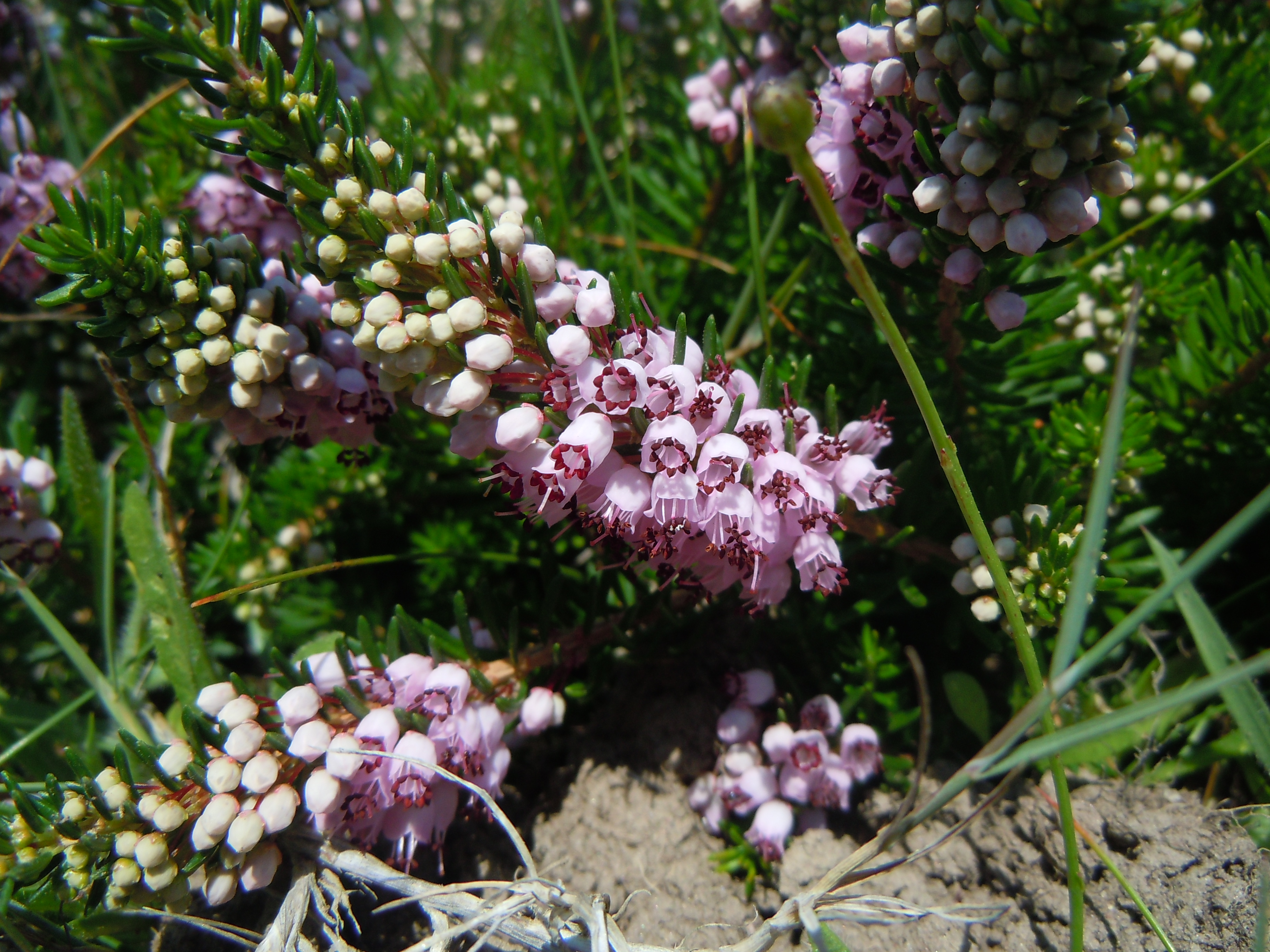
Bruyère vagabonde.

- pelouse à Ophioglossum lusitanicum et Isoetes histrix ;
- lande atlantique à Erica vagans et Ulex europaeus ;
- pelouse à Bromus ferronnii et Anthoxanthum aristatum ;
- pelouse à Festuca huonii et Plantago holosteum var. littoralis ;
- fissures à Umbilicus rupestris et Asplenium billotii[13].

Parmi les espèces rares ou peu communes, signalons la présence de l'Asphodèle d'Arrondeau, de l'Orchis pyramidal, de l'Ophrys abeille et de l'orchis à fleurs lâches.

### Faune

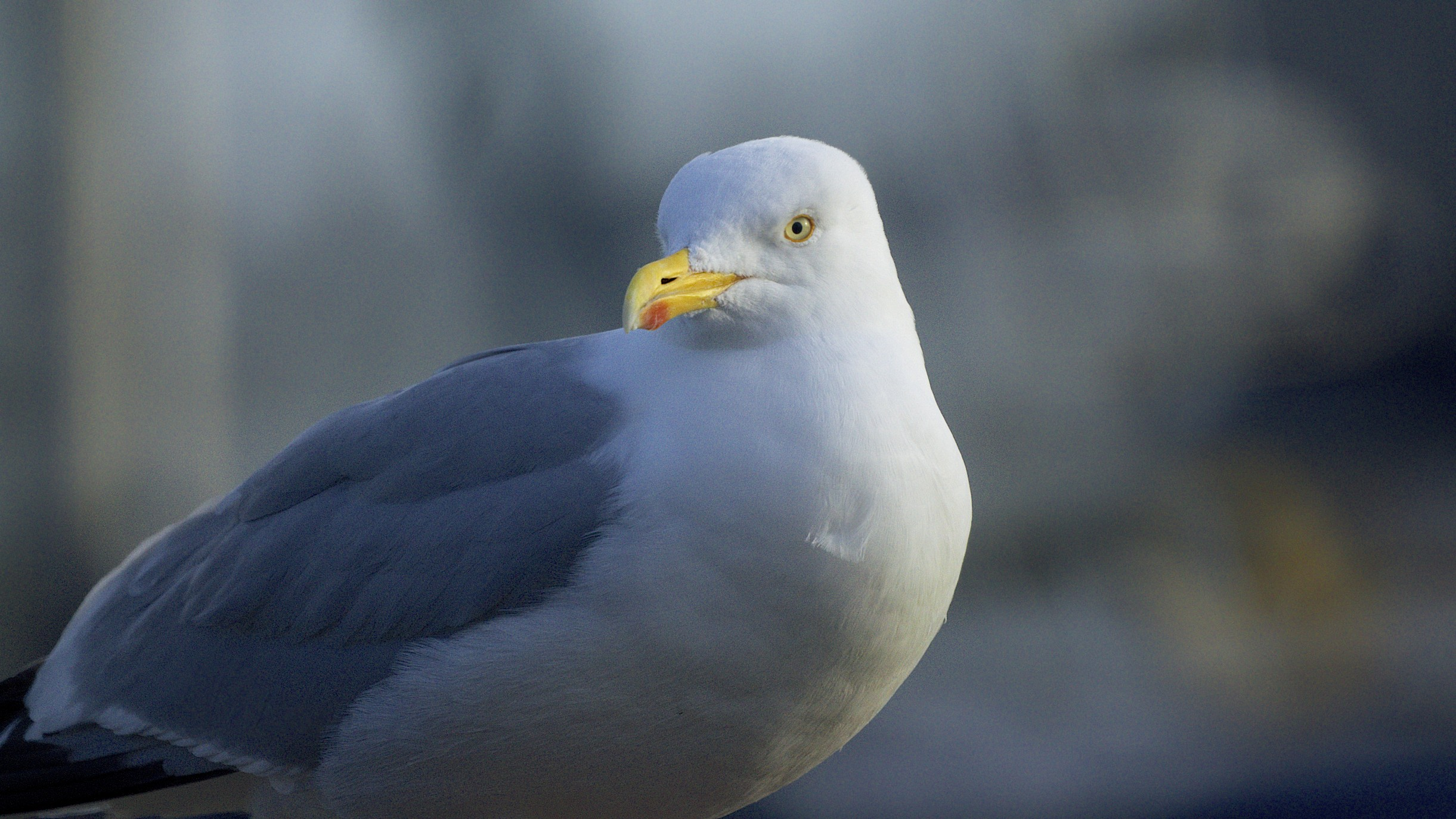
Goéland argenté.

Les oiseaux marins nicheurs sont essentiellement les espèces suivantes : Mouette tridactyle, Fulmar boréal, Cormoran huppé, goélands brun, argenté (plus de 300 couples), marin, Gravelot à collier interrompu. D'autres espèces nichent sur le site : Grand corbeau, Accenteur mouchet, Pipit maritime, Bouscarle de Cetti, etc.
À noter sur la réserve naturelle la présence du Poucepied, du Triton palmé, du Lézard vert, de la Pipistrelle commune et du Campagnol terrestre.

## Intérêt touristique et pédagogique
Accueillant un peu plus de 3 000 personnes par an, la maison de la réserve propose une exposition permanente sur la géologie de l’île et sur l’écologie des falaises maritimes, et des expositions temporaires sur des sujets divers (fougères, papillons, araignées, plantes médicinales, lichens…).
Des sentiers de randonnée pédestre permettent de découvrir les différents secteurs.

## Administration, Plan de gestion, règlement
La réserve naturelle est gérée par Bretagne Vivante.

### Outils et statut juridique
La réserve naturelle a été créée par un décret du 23 décembre 1982. Le plan de gestion 2009-2013 est terminé.